# La Libertad, Tecolutla
La Libertad är en ort i Mexiko.   Den ligger i kommunen Tecolutla och delstaten Veracruz, i den sydöstra delen av landet, 240 km öster om huvudstaden Mexico City. La Libertad ligger 29 meter över havet och antalet invånare är 297.
Terrängen runt La Libertad är platt. Runt La Libertad är det ganska glesbefolkat, med 32 invånare per kvadratkilometer. Närmaste större samhälle är Gutiérrez Zamora, 6,8 km norr om La Libertad. Omgivningarna runt La Libertad är en mosaik av jordbruksmark och naturlig växtlighet.